# Acacia mellifera
Senegalia mellifera là một loài thực vật có hoa trong họ Đậu. Loài này được (M.Vahl) Benth. miêu tả khoa học đầu tiên.

## Hình ảnh

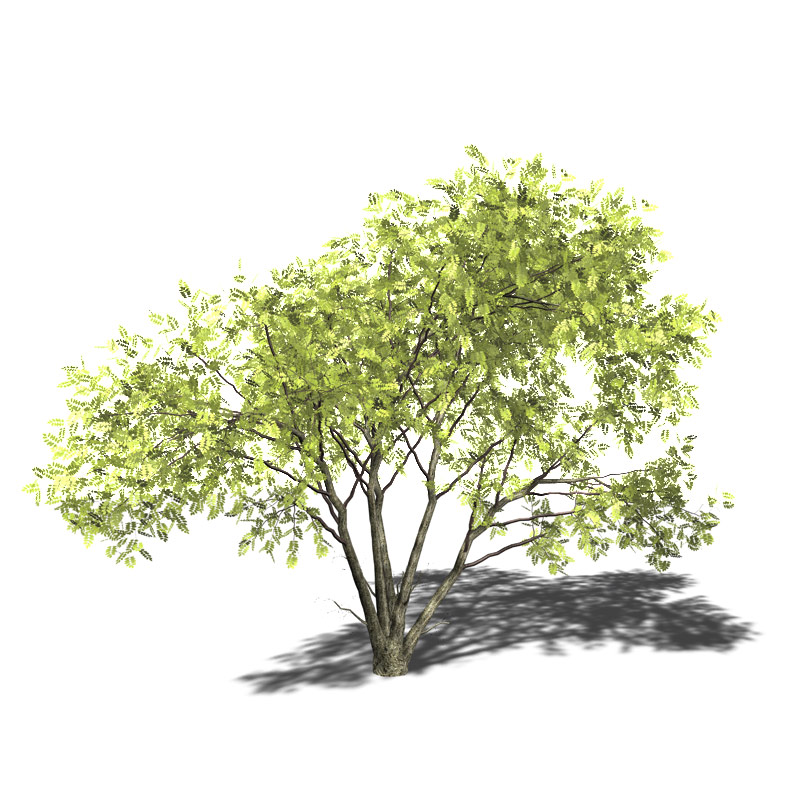
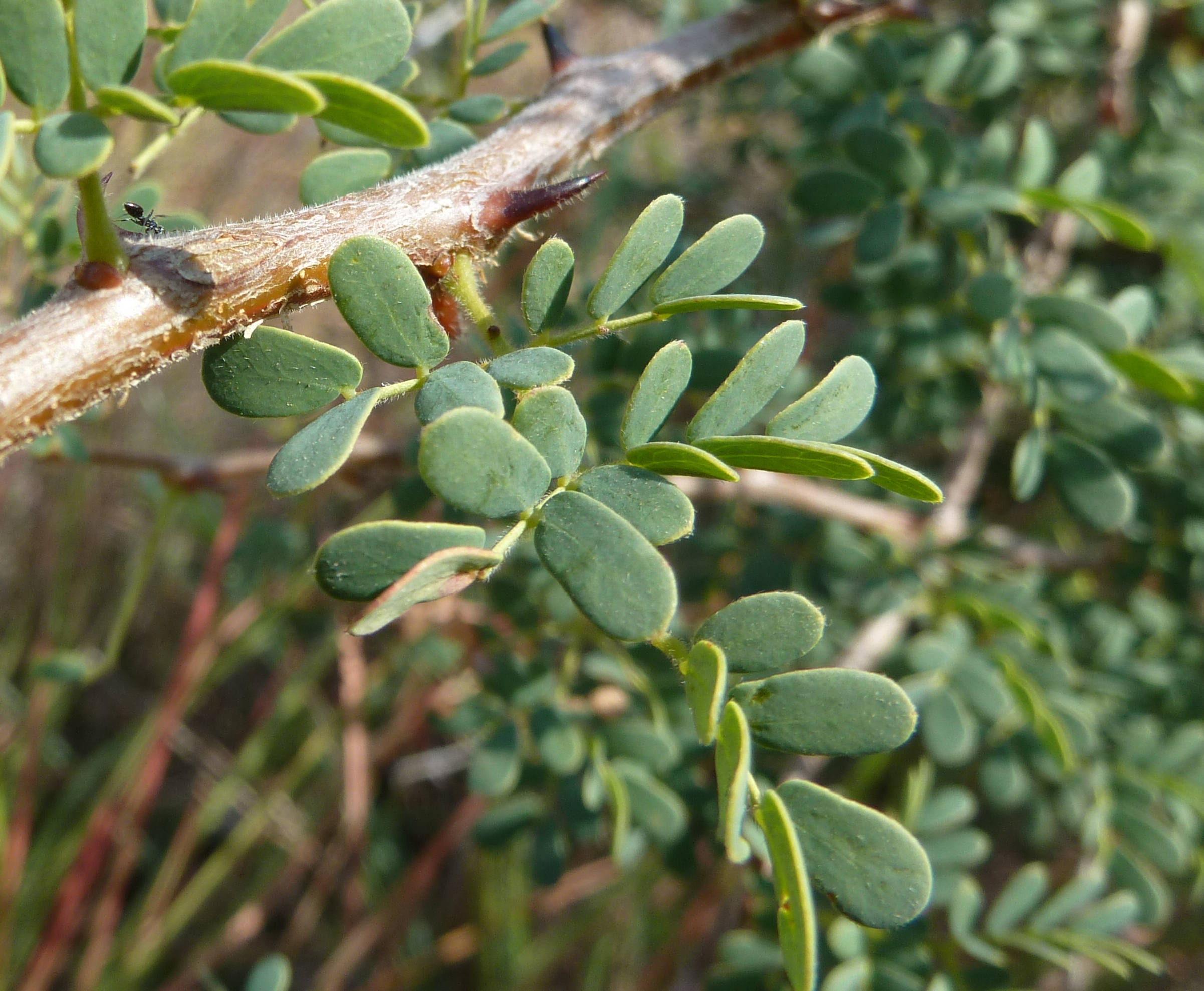